# Брана Марковић
Бранислав Брана Марковић (Живковци, код Љига, 10. март 1913 — Вуковије, код Калесије, 21. јануар 1944), учесник Народноослободилачке борбе и народни херој Југославије.

## Биографија
Родио се у селу Живковци, код Љига, 10. март 1913. године. Основну школу завршио је у свом родном месту и где се бавио земљорадњом. На почетку рата, на позив КПЈ ступа у Први шумадијски партизански одред у јулу 1941. године. Истиче се у борбама на Руднику, а крајем новембра заједно са одредом наступио је ка Санџаку. Након слома Ужичке Републике прешао је у Босну и у месту Рудо присусвовао оснивању Прве пролетерске ударне бригаде. Истакао се у борбама код Плоча, када су партизани у јулу 1942. године неуспешно покушали да спрече продор Немаца од Власенице ка Хан Пијеску.
У лето 1942. године приступио је 6. источнобосанској пролетерској бригади у којој је убрзо постао командант чете, а затим и батаљона. Истакао се приликом уништењачетника на Мајевици, при преласку бригаде у Срем, нападу на Тузлу, у борби на Челебићу и у Петој непријатељској офанзиви. По оснивању 16. муслиманске ударне бригаде постављен је за команданта батаљона. Током шесте непријатељске офанзиве истиче се у борбама око Тузле, у долине Спрече, на Мајевици и Бирчу. Погинуо је 21. јануара 1944. године у селу Вуковије, од Калесије.
Указом председника ФНР Југославије Јосипа Броза Тита, 24. јула 1953. године, проглашен је за народног хероја.

## Галерија
- Споменик палим борцима и жртвама фашизма у Љугу
- Спомен-плоча на споменику у Љугу
- Спомен-плоча код споменика у Љигу
- Орден народног хероја